# Кубатлински рејон
Кубатлински рејон (азер. Qubadlı rayonu), једна је од 78 административно-територијалних јединица Азербејџана, који се скоро у целости налазио под контролом самопроглашене државе Нагорно-Карабах. Округ је враћен под контролу Азербејџана након Другог рата за Нагорно-Карабах. Административни центар рејона се налази у граду Кубатли. 
Кубатлински рејон обухвата површину од 800 km² и има 36.700 становника (подаци из 2011).